# Nullsoft腳本安裝系統
Nullsoft腳本安裝系統（英語：Nullsoft Scriptable Install System，縮寫：NSIS）為一個開放原始碼腳本驅動的封裝安裝檔用工具。可以用其腳本語言自定安裝的流程，同時支援多種語系的安裝介面。

## 特色
- 可腳本控制
- 多國語系的安裝介面
- 可用C、C++或Delphi寫出NSIS的外掛（Plugins）
- 支援zlib、bzip2或LZMA三種壓縮方式
- 支援網路安裝模式與檔案Patching
- 相容於目前所有主要的Windows版本

## 外部連結
- NSIS官網（页面存档备份，存于）（包含信息、示例、插件及更多内容的wiki站点）
- NSIS在SourceForge的项目首页（页面存档备份，存于）
- NSIS用戶手冊（页面存档备份，存于）
- SourceForge.net Project of the Month 2006年1月
- HM NIS EDIT（页面存档备份，存于）（自由NSIS编辑器/IDE）
- Venis（NSIS的虚拟开发环境）
- Mihov免费NSIS编辑器（页面存档备份，存于）
- EclipseNSIS（页面存档备份，存于）（用Eclipse编辑、编译和测试NSIS脚本）
- ExperienceUI for NSIS[永久]（完全界面化的用户端）